# Three of a Perfect Pair
Three of a Perfect Pair – dziesiąty album zespół King Crimson wydany w 1984 roku przez E.G. Records.

## Spis utworów
Album zawiera:
1. „Three of a Perfect Pair” – 4:13
2. „Model Man” – 3:49
3. „Sleepless” – 5:24
4. „Man with an Open Heart” – 3:05
5. „Nuages (That Which Passes, Passes Like Clouds)” – 4:47
6. „Industry” – 7:04
7. „Dig Me” – 3:16
8. „No Warning” – 3:29
9. „Larks' Tongues in Aspic Part III” – 6:05

## Dodatkowe utwory dodane w 2001
Ta wersja zawiera dodatkowo:
1. „The King Crimson Barber Shop” – 1:37
2. „Industrial Zone A” – 1:44
3. „Industrial Zone B” – 4:33
4. „Sleepless” (Tony Levin Mix) – 7:26
5. „Sleepless” (Bob Clearmountain Mix) – 5:24
6. „Sleepless” (Dance Mix: François Kevorkian) – 6:17

## Skład zespołu
Twórcami albumu są: 
- Adrian Belew – śpiew, gitara progowa, gitara bezprogowa
- Robert Fripp – gitara
- Tony Levin – gitara basowa, stick, syntezator, śpiew
- Bill Bruford – perkusja akustyczna i elektroniczna